# Grau Brix

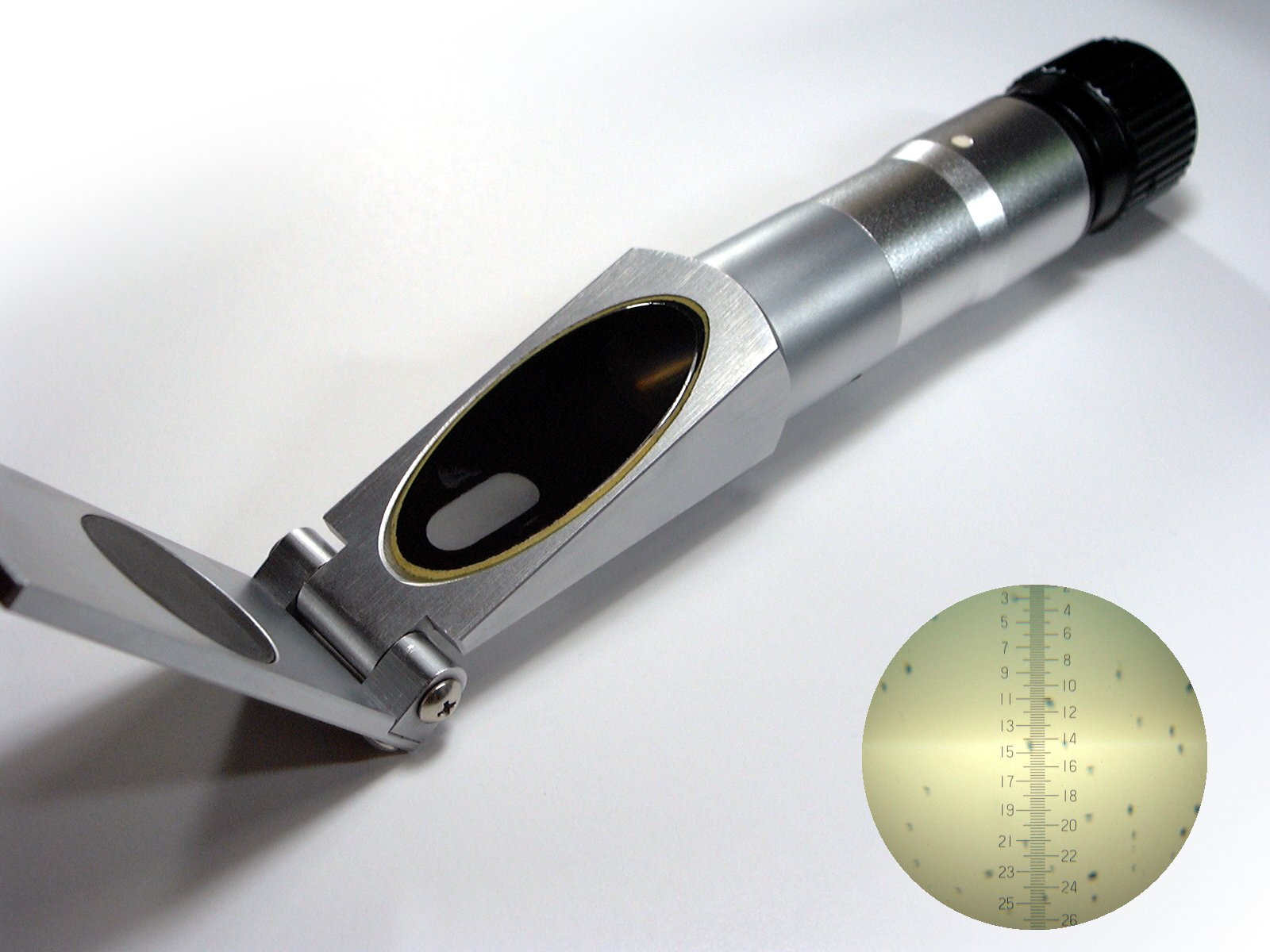
Refratômetro.

Brix (símbolo °Bx) ou índice refractométrico é uma escala numérica e hidrométrica de índice de refração (o quociente dos ângulos de incidência duma substância homogénea, isotópica e transparente e da refracção na passagem de luz de determinado comprimento de onda do ar, para essa substância mantida a temperatura constante) de uma solução, amiúde utilizada para determinar a quantidade de açúcar presente nessa mesma solução. A aferição do índice refractométrico duma dada solução aquosa é realizada com recurso a um refractómetro de escala percentual dos 0 a 30.
A quantidade de compostos solúveis corresponde ao total de todos os compostos dissolvidos em água, começando com açúcar, sal, proteínas, ácidos e etc. e os valores de leitura medido é a soma de todos eles.
Um grau Brix (1°Bx) é igual a 1 grama de açúcar por 100 gramas de solução ou 1% de açúcar.
Uma solução de 25 °Bx tem 25 gramas do açúcar da sacarose por 100 gramas de líquido. Por outras palavras, os 100 gramas da solução decompõem-se em 25 gramas do açúcar da sacarose e a 75 gramas da água. 

## Uso
A escala Brix é utilizada na indústria alimentar, por molde a aferir a quantidade aproximada de açúcares em sumos, vinhos e cerveja, entre outros. 

## História
A escala de Brix, criada por Adolf Ferdinand Wenceslaus Brix, foi baseada originalmente na escala de Balling, recalculando a temperatura de referência de 15,5 °C.